# Area archeologica la Fenice
L'area archeologica "La Fenice" è uno scavo archeologico musealizzato che si trova nel centro di Senigallia (AN), sotto l'attuale teatro La Fenice.

## Storia e descrizione
Durante i lavori di fondazione del teatro "La Fenice", nel 1989 , sono emersi importanti reperti di età romana. Al centro dell'area si osserva l'intersezione tra un cardo e un decumano, appartenenti all'area dell'antica Sena Gallica, su cui sono ancora ben visibili i solchi delle ruote dei carri che vi hanno transitato. 
L'area, musealizzata con criterio didattico, conserva anche alcune tabernae e un'ampia domus signorile, di cui si conservano i pavimenti in cocciopesto e l'impluvium dell'atrio.
Durante gli scavi furono rinvenute anche 130 tombe di epoca medievale, ma solo una è visibile per scopi didattici.
Lungo le passerelle è allestito un percorso museale : delle teche dotate di opportuna didascalia espongono i reperti archeologici rinvenuti a Senigallia nei vari scavi che hanno interessato la città e le aree limitrofi nel corso dell'ultimo secolo.